# Peter Lindow
Peter Lindow ist ein ehemaliger deutscher Radrennfahrer und nationaler Meister im Radsport.

## Sportliche Laufbahn
Lindow war im Straßenradsport aktiv. 1973 gewann er als jüngster Fahrer seines Vierers die nationale Meisterschaft im Mannschaftszeitfahren gemeinsam mit Burckhard Bremer, Roger Poulain und Harry Seidel. Er startete für den Verein NRVg Luisenstadt. 1970 holte er einen Etappensieg in der Berliner Vier-Etappenfahrt. 
Lindow wurde vom Bund Deutscher Radfahrer 1973 für die Tour de l’Avenir nominiert, in der er den 34. Rang in der Gesamtwertung belegte. Er gewann in jener Saison das traditionsreiche Rollberg-Rennen in Berlin.